# NGC 3006
NGC 3006 è una galassia a spirale nella costellazione dell'Orsa Maggiore. Si stima che si trovi a 215 milioni di anni luce dalla Via Lattea e abbia un diametro di circa 45.000 anni luce.
Fa parte di un piccolo gruppo di galassie tra cui NGC 2998, NGC 3002, NGC 3005, NGC 3008 e MCG+07-20-052.

## Scoperta
Fu scoperta dall'astronomo Bindon Stoney il 25 gennaio 1851.